# لوئیس مورلی
لوئیس مورلی (انگلیسی: Lewis Morley؛ ۱۶ ژوئن ۱۹۲۵ – ۳ سپتامبر ۲۰۱۳) یک عکاس اهل انگلستان بود.
شهرت او بیشتر به‌واسطهٔ عکس‌هایش از کریستین کیلر است.